# NGC 5977
NGC 5977 este o galaxie lenticulară situată în constelația Șarpele. A fost descoperită în 29 iunie 1880 de către Édouard Stephan⁠(d).